# Kemeten
Kemeten è un comune austriaco di 1 464 abitanti nel distretto di Oberwart, in Burgenland.